# UTC−5:00

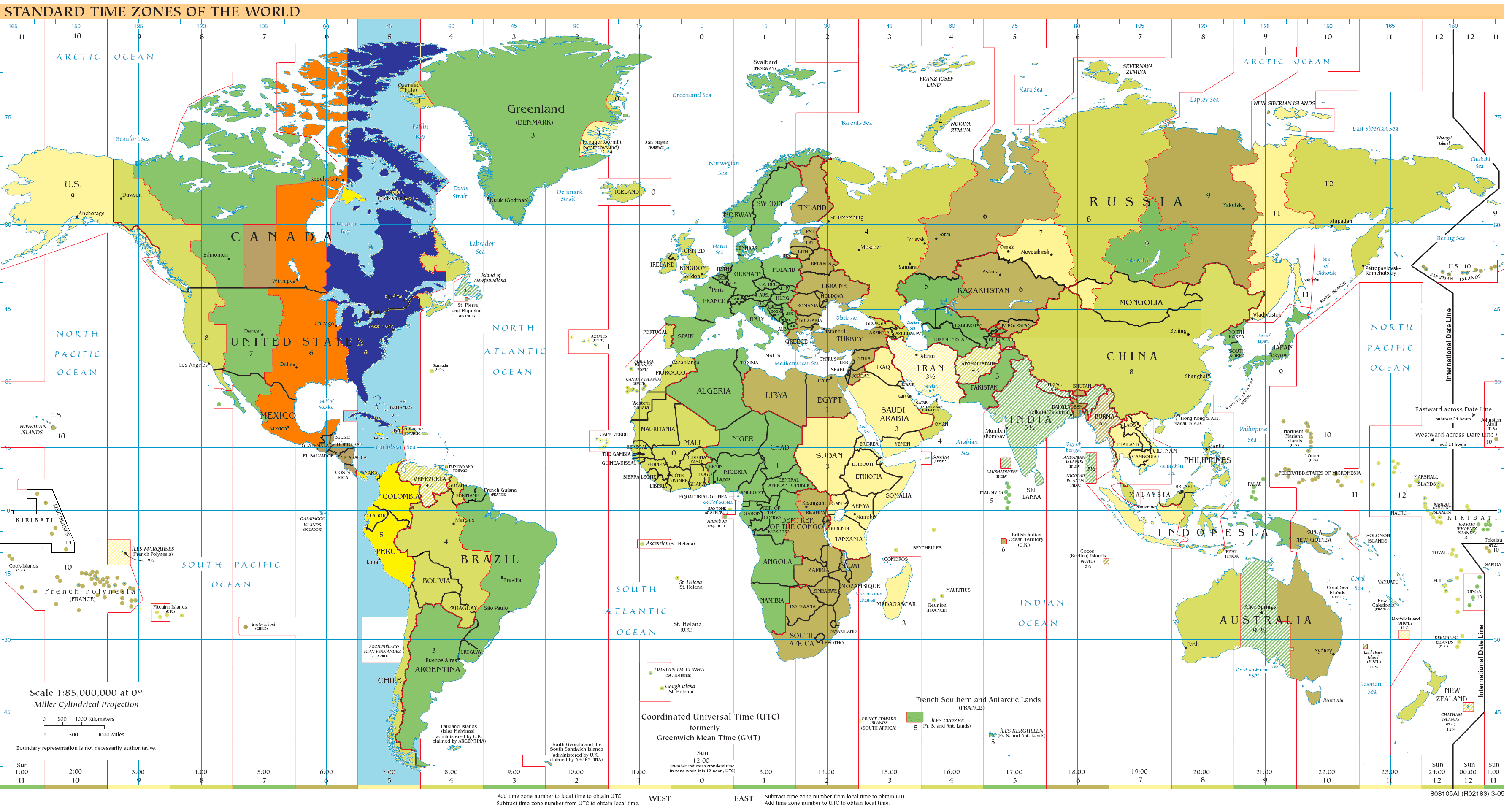
UTC−5 на карте часовых поясов мира:
синим — зона UTC−5 зимой (ноябрь-март) в Северном полушарии (летом (апрель-октябрь) — UTC−4) и зона UTC−5 летом (ноябрь-март) в Южном полушарии (зимой (апрель-октябрь) — UTC−6) ;
голубым — зона UTC−5 в океанах;
ярко-жёлтым — зона UTC−5 круглогодично;
оранжевым — зона UTC−5 летом (апрель-октябрь) в Северном полушарии

UTC−5 — часовой пояс, использующийся в следующих государствах и территориях:

## В течение всегогода
- Канада:
- Онтарио включая, Атикокан и Нью-Оснабург
- Остров Саутгемптон

- Мексика:

-  Кинтана-Роо

- Гаити
- Острова Кайман ( Великобритания)
- Ямайка
- Панама
- Колумбия
- Эквадор:

- Материковая часть

- Перу
- Бразилия

-  Акри
-  Амазонас (13 западных муниципалитетов, приблизительно обозначены линией между Табатингой и Порто-Акко)

## ЗимойвСеверном полушарии
- Канада:
  -  Нунавут:
    - Территория восточнее 85° з. д. (Восточный Нунавут)

  -  Квебек:
    - Большая часть (западнее 63° з. д.)

  -  Онтарио:
    - Большая часть (восточная)
- США:
  -  Мэн
  -  Нью-Гэмпшир
  -  Вермонт
  -  Массачусетс
  -  Род-Айленд
  -  Коннектикут
  -  Нью-Йорк
  -  Нью-Джерси
  -  Делавэр
  -  Вашингтон (округ Колумбия)
  -  Мэриленд
  -  Пенсильвания
  -  Огайо
  -  Мичиган:
    - Большая часть

  -  Индиана:
    - Большая часть

  -  Кентукки:
    - Восточная часть

  -  Западная Виргиния
  -  Виргиния
  -  Теннесси:
    - Восточная часть

  -  Северная Каролина
  -  Южная Каролина
  -  Джорджия
  -  Флорида:
    - Большая часть (восточнее реки Апалачикола)
- Багамские Острова
- Куба
- Теркс и Кайкос ( Великобритания)

## ЛетомвСеверном полушарии
- Канада:
  -  Нунавут:
    - Центральная часть

  -  Манитоба
  -  Онтарио:
    - Западная часть
- США:
  -  Айова
  -  Алабама
  -  Арканзас
  -  Висконсин
  -  Иллинойс
  -  Луизиана
  -  Миннесота
  -  Миссисипи
  -  Миссури
  -  Оклахома
  -  Канзас:
    - Большая часть штата

  -  Небраска:
    - Большая часть штата

  -  Северная Дакота:
    - Большая часть штата

  -  Теннесси:
    - Большая часть штата

  -  Техас:
    - Большая часть штата

  -  Южная Дакота:
    - Большая часть штата

  -  Индиана:
    - Запад штата

  -  Кентукки:
    - Запад штата

  -  Мичиган:
    - Запад штата

  -  Флорида:
    - Запад штата
- Мексика:
  - Восток и центр страны

## ЛетомвЮжном полушарии
- Чили:
  -  Вальпараисо:
    -  Исла-де-Паскуа